# Кіханча
Кіханча (англ. Kehancha) — місто та округ в Кенії, розташоване в провінції Мігорі.
Населення міста становить 14 020 мешканців (2010), муніципалітету 256 086 мешканців (2009).

## Клімат
Місто знаходиться у зоні, котра характеризується вологим тропічним кліматом. Найтепліший місяць — лютий із середньою температурою 20.4 °C (68.7 °F). Найхолодніший місяць — липень, із середньою температурою 18.5 °С (65.3 °F).
| Клімат Кіханчі          | Клімат Кіханчі | Клімат Кіханчі | Клімат Кіханчі | Клімат Кіханчі | Клімат Кіханчі | Клімат Кіханчі | Клімат Кіханчі | Клімат Кіханчі | Клімат Кіханчі | Клімат Кіханчі | Клімат Кіханчі | Клімат Кіханчі | Клімат Кіханчі |
| Показник                | Січ.           | Лют.           | Бер.           | Квіт.          | Трав.          | Черв.          | Лип.           | Серп.          | Вер.           | Жовт.          | Лист.          | Груд.          | Рік            |
| Середня температура, °C | 20,1           | 20,4           | 20,4           | 20,1           | 19,6           | 18,9           | 18,5           | 19             | 19,6           | 20,3           | 19,7           | 19,8           | 19,7           |
| Норма опадів, мм        | 101.8          | 109.6          | 160.2          | 241.5          | 172            | 94.3           | 49.4           | 80.2           | 112.3          | 136.8          | 196.2          | 137.5          | 1591.8         |
| Днів з опадами          | 13,8           | 14,6           | 18,7           | 24,1           | 20,3           | 12,3           | 10,4           | 12,3           | 12,7           | 15,4           | 19,1           | 16,4           | 190,1          |
| Вологість повітря, %    | 65.8           | 65.8           | 67.8           | 75             | 76.2           | 73.4           | 70             | 67.2           | 63.2           | 61.9           | 68.9           | 68.4           | 68.6           |
| ----------------------- | -------------- | -------------- | -------------- | -------------- | -------------- | -------------- | -------------- | -------------- | -------------- | -------------- | -------------- | -------------- | -------------- |
| Джерело: Weatherbase    |                |                |                |                |                |                |                |                |                |                |                |                |                |